# Vera Klimovich
Vera Aleksandrovna Klimovich (29 de abril de 1988 en Minsk) es una jugadora profesional de voleibol bielorruso, juega de posición central.

## Palmarés

### Clubes
Campeonato de Bielorrusia:
- 2007
- 2005, 2006, 2009
- 2008

Campeonato de Azerbaiyán:
- 2010, 2012

Challenge Cup:
- 2012
- 2011

Campeonato de Italia:
- 2015

Copa de Finlandia:
- 2017

Campeonato de Finlandia:
- 2017

Campeonato de Israel:
- 2019
- 2021

### Selección nacional
Liga Europea:
- 2019